# Campagnol des bruyères
Phenacomys intermedius
Espèce
Statut de conservation UICN

 LC  : Préoccupation mineure
Le Campagnol des bruyères ou Phénacomys d'Ungava (Phenacomys intermedius) est un rongeur présent en Amérique du Nord au Canada et aux États-Unis.